# Arxiu Històric de la Universitat de València
L'Arxiu Històric de la Universitat de València, també conegut com a Arxiu de la Universitat de València, fou fundat el segle xvi, i oferix servicis de consulta, préstecs per a exposicions, subministrament d'articles per a investigadors, i visites programades. Els seus fons contenen documentació relativa als diferents òrgans de govern de la Universitat, facultats i escoles, així com diverses donacions particulars.
També recull documentació externa a la Universitat, com ara sobre l'expedició de títols de batxiller de l'Instituto Provincial de Segunda Enseñanza Alfonso X El Sabio de Múrcia, o sobre la legalització de les escoles vinculades a la Sociedad de Socorros Mutuos i al Círculo Católico de Xiva.

## Història
La documentació sobre els inicis de l'Arxiu de la Universitat de València, situats als segles XVI, XVII i XVIII, cal trobar-los en l'Arxiu Històric Municipal, l'Arxiu de la Catedral de València i l'Arxiu General de l'Administració d'Alcalá de Henares.